# نس-آپفلشتدت
نس-آپفلشتدت (به آلمانی: Nesse-Apfelstädt) یک شهر و در آلمان است که در گوتا واقع شده‌است. نس-آپفلشتدت ۶٬۱۱۲ نفر جمعیت دارد.